# Hijo del hombre (cristianismo)
Este artículo trata sobre las enseñanzas cristianas. Para una visión general, véase Hijo del hombre.

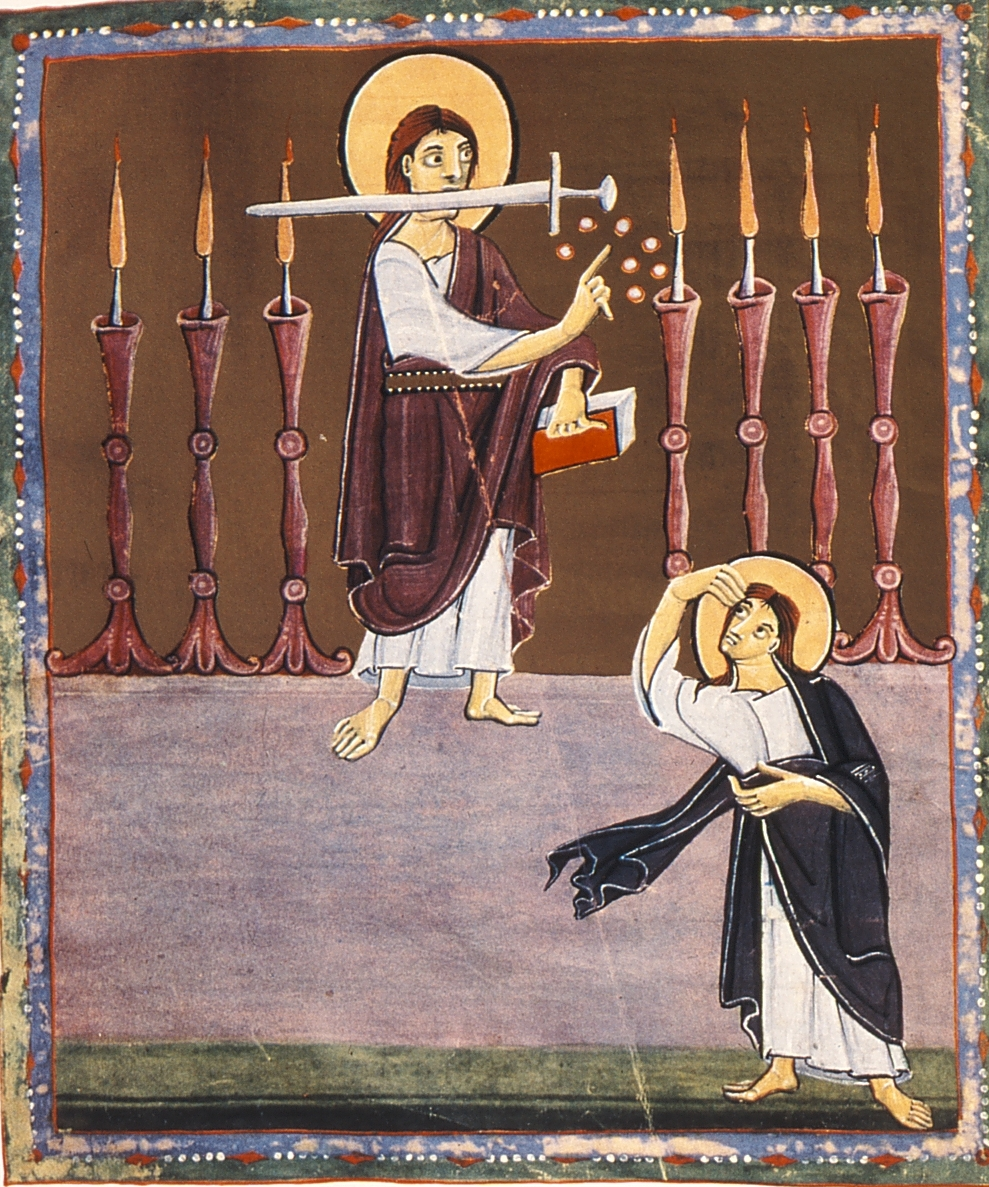
El Hijo del hombre con una espada entre los siete candelabros, en La visión de Juan. Del Apocalipsis de Bamberg,.

Hijo del hombre es una expresión de los «dichos de Jesús» en los escritos cristianos, incluidos los Evangelios, los Hechos de los Apóstoles y el Libro del Apocalipsis. El significado de la expresión es controvertido. La interpretación del uso de "el Hijo del hombre" en el Nuevo Testamento ha seguido siendo un reto y después de 150 años de debate no ha surgido un consenso sobre la cuestión entre los estudiosos de la modernidad. En los primeros siglos este título es un punto de conexión intencional con el dogma cristiano ortodoxo de que Jesucristo es plenamente humano y plenamente Dios.
La expresión "el Hijo del hombre" aparece 81 veces en los cuatro evangelios canónicoss (principalmente citando a Jesús) y otras cuatro veces en el resto del Nuevo Testamento. La expresión hebrea equivalente "hijo del hombre" (בן-אדם, es decir, ben-'adam) aparece en el Antiguo Testamento 103 veces.
El uso del artículo definido en "el Hijo del hombre" en el griego koiné de los evangelios cristianos es original, y antes de su uso allí, no existen registros de su uso en ninguno de los documentos griegos supervivientes de la antigüedad. Geza Vermes ha afirmado que el uso de "el Hijo del hombre" en los evangelios cristianos no está relacionado con los usos hebreos de la Torá.
Durante siglos, la perspectiva  cristológica del Hijo del hombre ("hombre" refiriéndose a Adán) ha sido vista como una posible contrapartida a la de Hijo de Dios y así como Hijo de Dios afirma la divinidad de Jesús, en varios casos Hijo del hombre afirma su humanidad. La profesión de Jesús como Hijo de Dios ha sido un elemento esencial de los credos cristianos desde la época apostólica, y aunque algunos no creen que la profesión de Cristo como Hijo del hombre fuera necesaria para los cristianos, la proclamación de Jesús como Hijo del hombre ha sido un artículo de fe en el cristianismo desde al menos el Credo Niceno que se lee en el inglés como:
"por obra del Espíritu Santo
se encarnó de la Virgen María
y se hizo hombre".
El hecho de que Cristo fuera un hombre-Dios era tan importante que fue el principal tema tratado en el Concilio de Calcedonia donde se abordó la herejía del monofisitismo. Los monofisitas consideraban que Cristo tenía una sola naturaleza que era una mezcla de los dos, Dios y Hombre, mientras que la posición católica ortodoxa sostenía que era completamente Dios, y completamente hombre, simultáneamente. Estas posiciones en el Credo del concilio de Nicea, y el tema principal de Calcedonia, muestra la importancia de la creencia de los primeros cristianos en la naturaleza de Jesús como Dios y Hombre, tanto que creer que los dos podían ser reducidos a una tercera naturaleza entremezclada era considerado herejía.

### En Cristología

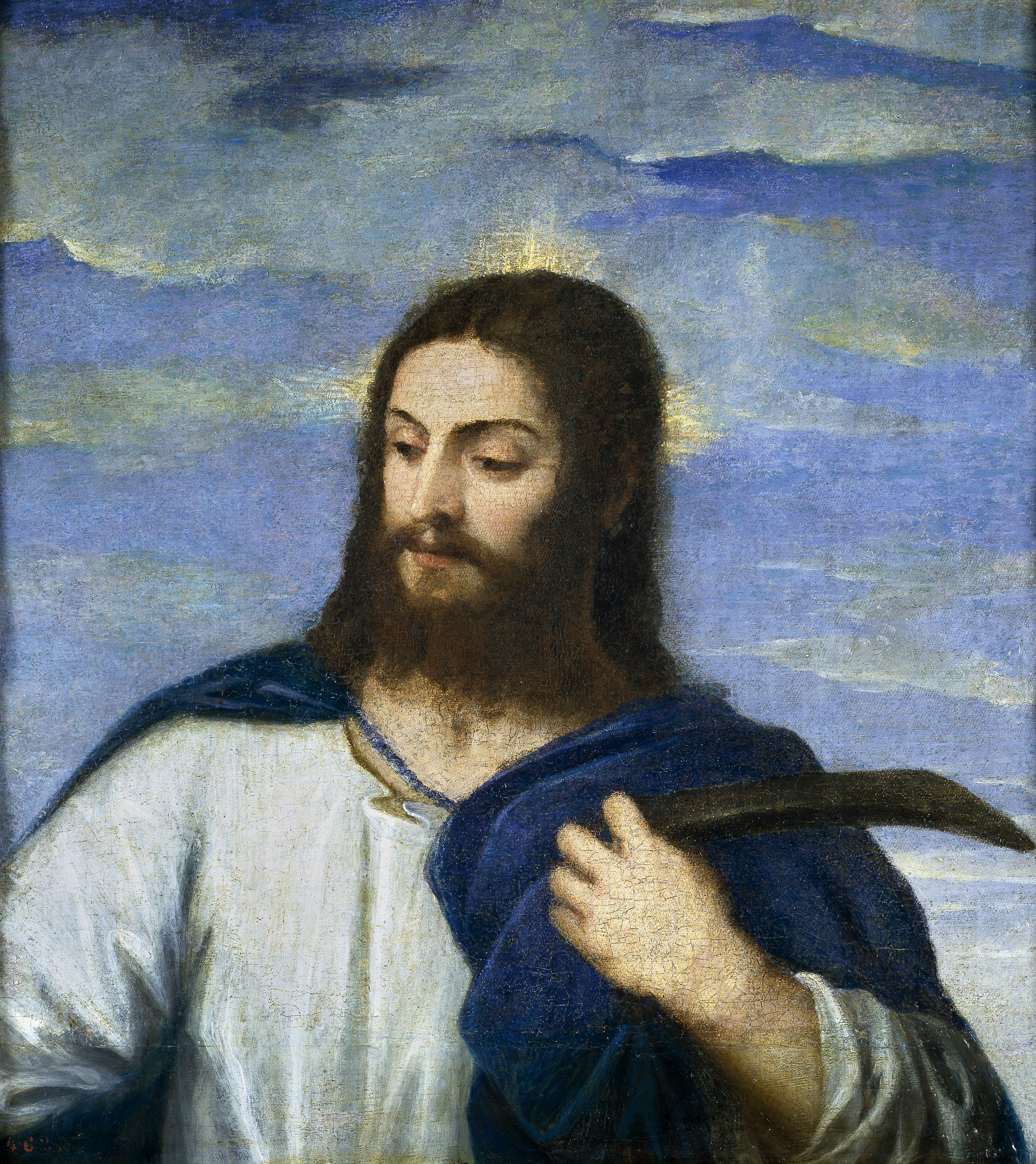
Cristo, por Tiziano - (detalle) 1553, óleo sobre lienzo, 68x62cm, Museo del Prado Madrid. Madrid

## Etimología y uso

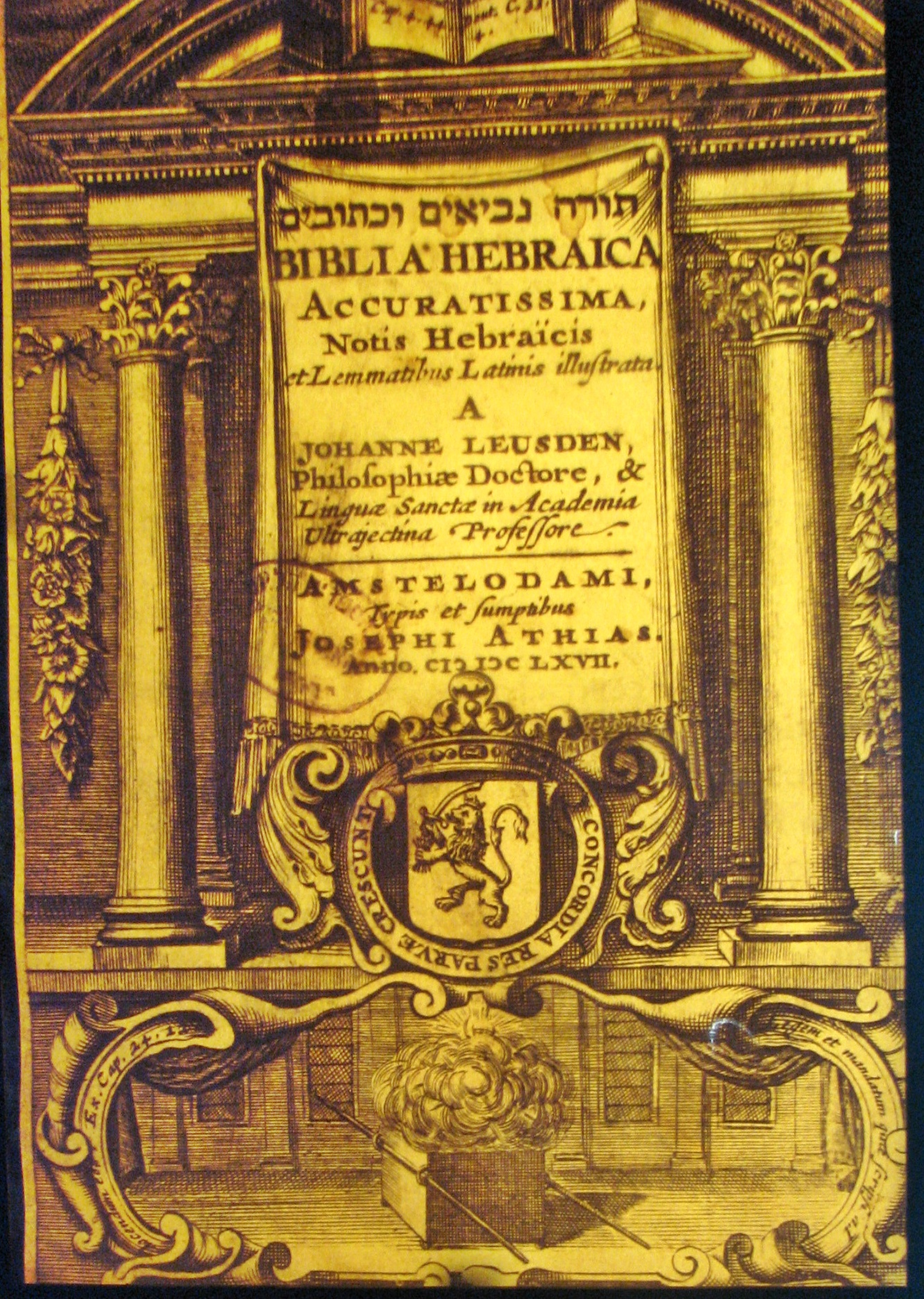
Portada de una Biblia hebrea del siglo XVII

En el griego koiné del Nuevo Testamento, "el hijo del hombre" es "ὁ υἱὸς τοὺ ἀνθρώπου" (ho huios tou anthropou). La expresión hebrea "hijo del hombre" (בן-אדם es decir, ben-'adam) también aparece más de cien veces en la Biblia hebrea. En treinta y dos casos, la frase aparece en forma plural intermedia "hijos de los hombres", es decir, seres humanos.
La expresión "el Hijo del hombre" aparece 81 veces en el griego koiné de los cuatro Evangelios: 30 veces en Mateo, 14 veces en Marcos, 25 veces en Lucas y 12 veces en Juan. Sin embargo, el uso del artículo definido en "el Hijo del hombre" es novedoso, y antes de su uso en los evangelios canónicos, no hay registros de su uso en ninguno de los documentos griegos supervivientes de la antigüedad.
Geza Vermes ha afirmado que "el hijo del hombre" en el Nuevo Testamento no guarda relación con los usos bíblicos hebreos. Vermes comienza con la observación de que no hay ningún ejemplo de "el" hijo del hombre en las fuentes hebreas y sugiere que el término se origina en Aramaic — ברנש - bar nash/bar nasha. Concluye que en estas fuentes "Hijo del hombre" es una expresión habitual para hombre en general y a menudo sirve como pronombre indefinido y en ninguno de los textos existentes "hijo del hombre" figura como título.
Sin embargo, otras fuentes sostienen que el Hijo del Hombre es un título, reivindicado por Jesús como una forma de afirmar su propia naturaleza divina. Whitefield, por ejemplo, argumenta que dentro del contexto bíblico, todos los humanos son referidos como "Hijos del Hombre", o más específicamente, hijos de Adán. El hecho de que Jesús reclamara este título específico era una reivindicación directa de la autoridad divina, aludiendo a la de Daniel, aquel de quien se profetiza que "[vendrá] con las nubes del cielo" y a quien se le "dará autoridad, gloria y poder soberano" Como tal, aunque el título en sí podría referirse a cualquier ser humano, el título en sí se refiere a una figura mesiánica religiosa específica.
Las ocurrencias de Hijo del hombre en los evangelios sinópticoss se clasifican generalmente en tres grupos: (i) las que se refieren a su "venida" (como una exaltación); (ii) las que se refieren al "sufrimiento" y (iii) las que se refieren a "ahora en el trabajo", es decir, refiriéndose a la vida terrenal.
La presentación del Hijo del hombre en el Evangelio de Juan es algo diferente a la de los sinópticos: en Juan 1:51 se le presenta en contacto con Dios a través de la "instrumentalidad angélica", en Juan 6:26 y 6:53 proporciona la vida mediante su muerte, y en Juan 5:27 ostenta el poder de juzgar a los hombres.